# 荷兰语盲文
荷兰语盲文是荷兰和佛兰德斯地区使用的基于荷兰语的盲文字母系统。

## 历史
荷兰于1890年引入了盲文。比利时至少自1922年盲文联盟成立以来就开始使用盲文，实际使用时间可能更早。
历史上共使用过五种不同的盲文字母系统。其中一种早期字母系统基于荷兰语发音设计，至今仍被办公室职员和学生用于速记。
1946年，佛兰德斯-荷兰盲文委员会成立，旨在制定统一的荷兰语盲文标准。该标准于1947年正式推行。

## 字母系统
荷兰语盲文将国际通用的"y"字母分配给荷兰语元音"ij"。三个表示印刷体二合字母的盲文字符沿用了德语盲文规则（尽管荷兰语"oe"的发音[u]与德语"oe/ö"存在显著差异）。
| a, 1 | b, 2 | c, 3 | d, 4 | e, 5 | f, 6 | g, 7 | h, 8 | i, 9 | j, 0 |
| k    | l    | m    | n    | o    | p    | q    | r    | s    | t    |
| u    | v    | w    | x    | ij   | z    | oe   | ch   | sch  |      |

对于外来词中的带变音符号字母，采用法语盲文规则。当与荷兰语字符冲突时（如"y/ij, ö/oe, ô/ch, û/sch"），使用6点位前缀来指定法语读音：⠠⠽ y，⠠⠱ û。
联合国教科文组织（2013）展示的荷兰语盲文字母表与法语盲文完全一致，这是比利时荷兰语盲文的版本。

## 标点符号
| ， | ； | ： | 。 | ？ | ！ | （ ） | “ | ” | ’ | — | / | * | & |

联合国教科文组织（2013）对圆括号和引号的赋值相反，分别使用⠦⠀⠴和⠶⠀⠶。此外还添加了⠷和⠾表示方括号［ ］。 这是比利时的用法。

## 相关条目

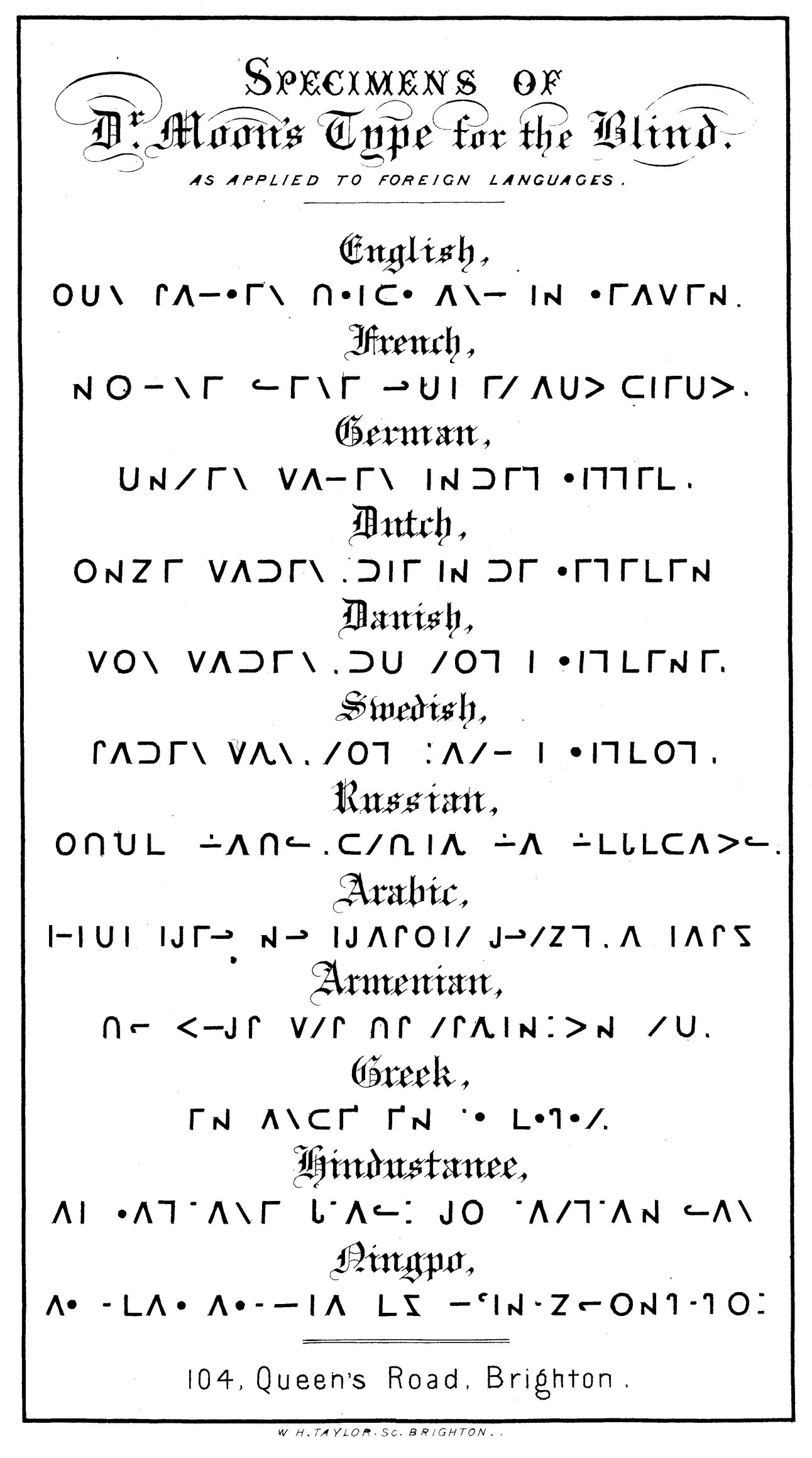
包含荷兰语在内的多种穆恩字母样本

## 格式符号
| (大写) | (全大写) | (斜体) | (数字) |